# Klasztorna
Klasztorna – wzgórze (216,2 m n.p.m.) w południowo-zachodniej Polsce, we Wzgórzach Strzelińskich, na Przedgórzu Sudeckim.